# Федерация футбола Армении

Логотип до 2024 года

Федера́ция футбо́ла Арме́нии (арм. Հայաստանի ֆուտբոլի ֆեդերացիա) — организация, осуществляющая контроль и управление футболом в Армении. Федерация основана 18 января 1992 года, штаб-квартира располагается в Ереване.
Расположена по адресу: 0010, ул. Ханджяна, д.27.
- Телефон: (37410) 56 88 83
- Факс: (37410) 54 71 73
- E-mail: ffarm@arminco.com

## Истоки
До образования ФФА, футболом в Армении руководила Секция футбола СССР образованная в 1934 году, которая впоследствии была переименована в Федерацию футбола СССР.

## Президенты
- 1992—1994: Николай Казарян
- 1994—1998: Армен Саркисян
- 1998—2002: Сурен Абрамян
- 2002—2018: Рубен Айрапетян
- 2018—2019: Артур Ванецян
- 2019— Армен Меликбекян

## Деятельность
Федерация организует деятельность и управляет национальными сборными по футболу, в число которых входят мужская и женская сборные, поддержкой, развитием и популяризацией всего футбола в целом. Также под её эгидой проводятся соревнования в Премьер-лиге, Первой лиге, Кубке Армении и Суперкубке Армении.

### Сборные
- мужские:
  - Национальная сборная
  - Молодёжная сборная
  - Юношеская сборная (до 19 лет)
  - Юношеская сборная (до 17 лет)

- женские:
  - Национальная сборная
  - Молодёжная сборная
  - Юношеская сборная

### Турниры
При непосредственном участии ФФА
- Премьер-лига
- Первая лига
- Кубок Армении
- Суперкубок Армении

### Премии и звания
- Ежегодная премия Футболист года в Армении
- Ежегодная премия Футболистка года в Армении
- Ежегодная премия Лучший вратарь Армении
- Ежегодная премия Лучший бомбардир Армении
- Ежегодная премия Тренер года в Армении

## Стадион

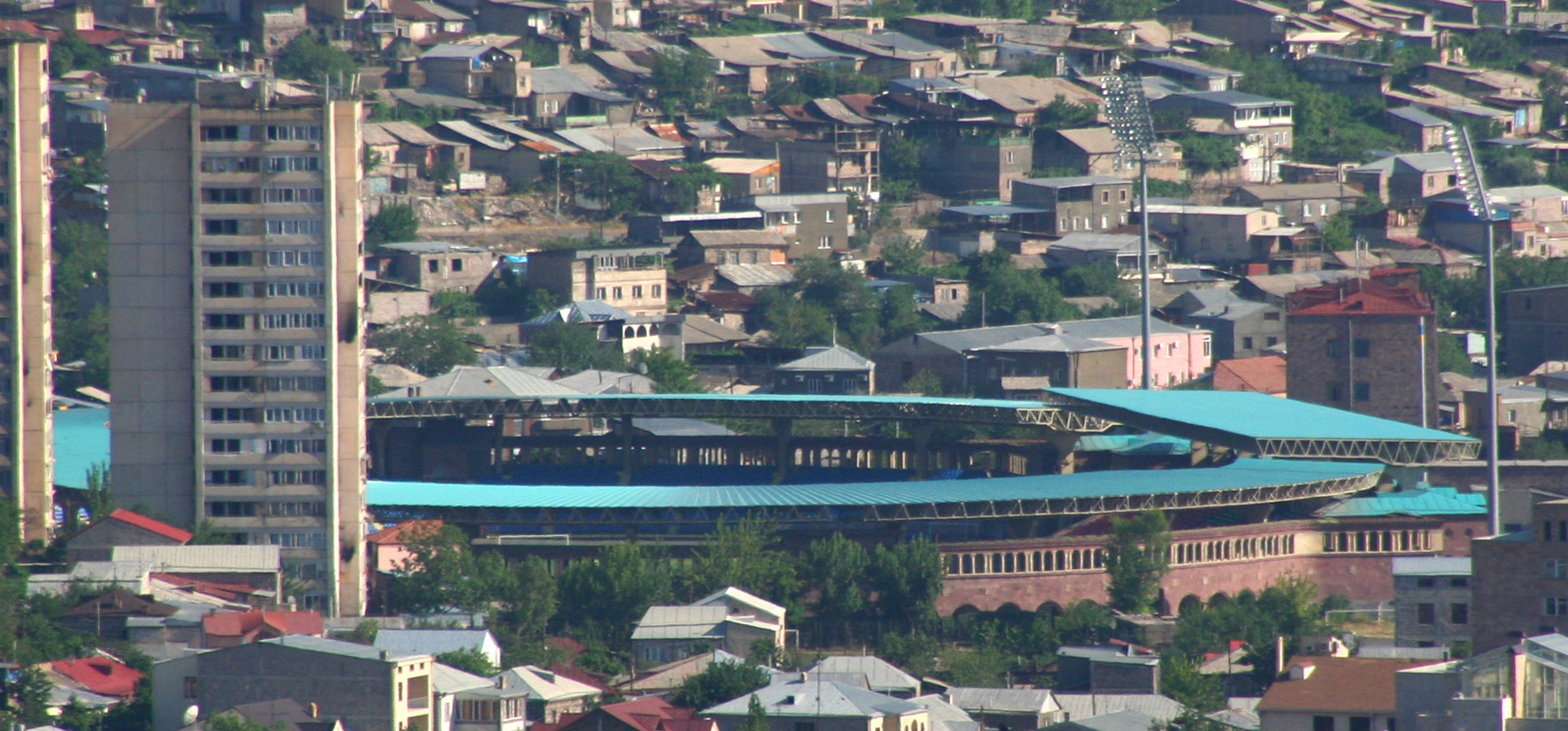
Республиканский стадион (Ереван)

В собственности Федерации находится Республиканский стадион имени Вазгена Саркисяна (арм. Հանրապետական մարզադաշտ) — многоцелевой универсальный стадион, который находится в Ереване. Вместимость составляет 14 935 зрителей. Стадион был построен в 1937 году. На данный момент принимает домашние матчи сборных команд Армении и футбольного клуба «Пюник».

## Статистика

### Количество зарегистрированных футболистов
- Профессионалы — 625
- Любители (св. 18-и лет) — 120
- Юноши (до 18-и лет) — 2806
- Женщины — 70
- Девушки (до 18-и лет) — 156
- Футзал — 392

- Тренеры — 530

### Количество клубов и команд
- Клубы — 60
- Команды — 238

### Арбитры
- Мужчины — 103
- Женщины — 17

### Цвета национальной сборной
- Основная форма
  - Футболка — красная
  - Шорты — красные
  - Гетры — красные

- Запасная форма
  - Футболка — белая
  - Шорты — белые
  - Гетры — белые